# GL-117 (遊戲)

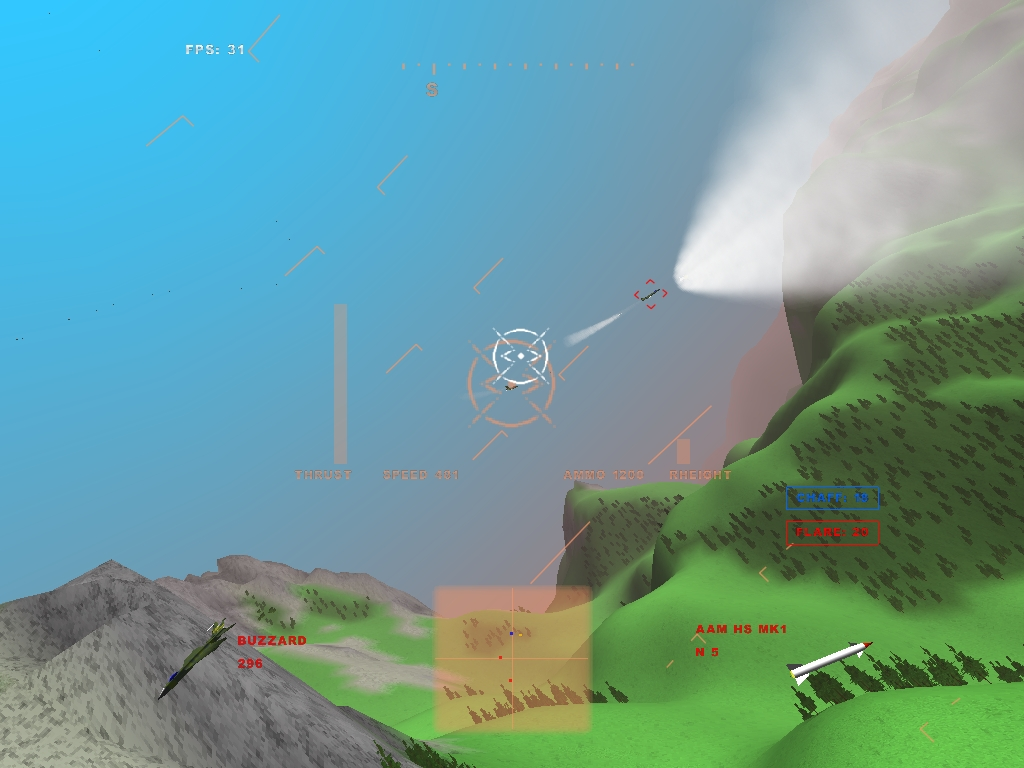
GL-117 的截圖

GL-117 是一个开源战斗飞行模拟游戏。可以选择战斗机和武器。
常见的任务地形是山谷和沙漠。目标是破坏敌军设施如油库，基地，飞机等等。任务中会受到反飞机武器如对空导弹，对空战车的攻击，也少不了空战。

## 链接
- GL-117官方站